# Энтолома шелковистая
Энтолома шелковистая (лат. Entoloma sericeum) — вид грибов, входящий в род энтолома (Entoloma) семейства энтоломовые (Entolomataceae).

## Описание
Шляпка диаметром 2-5 см, выпуклая, по мере роста уплощается с образованием маленького бугорка (наблюдается не всегда). Цвет шляпки темно-коричневый, у старых или сухих грибов выцветает до светло-коричневого, поверхность глянцевая, шелковая, особенно в сухом состоянии. Обладает мучнистым запахом и вкусом.
Гименофор пластинчатый, пластинки от широко приросших до выемчатых, светло-коричневые.
Ножка высотой 3-5 см, ширина 3-8 мм, одного цвета со шляпкой кроме белёсого основания, хрупкая и легко расщепляется продольно, частное покрывало отсутствует.
Споры угловатые, 7-10.5 × 6.5-9.5 мкм, оранжево-розового цвета.
Малоизвестный съедобный гриб.

## Распространение
Произрастает группами на лужайках, пастбищах, нарушенных землях, лесах.
Распространен в Европе и многих частях Северной Америки.